# Gio Swikker
Gio Swikker, artiestennaam van Giovanni Swikker (Den Haag, 1 november 2003), is een Nederlands zanger.

## Loopbaan
Swikker is bekend van zijn deelname aan het televisieprogramma Ik geloof in mij. In 2020 had Swikker zijn eerste hit 'Laat je gaan'. 
Swikker acteerde in 2017 in twee tv-rollen: één rol speelde hij in de film New Kids en zijn tweede rol in de dramaserie Odds.
In 2023 deed Swikker mee aan de kerstspecial van het televisieprogramma De Alleskunner VIPS, waar hij op de zevende plaats eindigde. In 2024 deed hij mee aan het televisieprogramma Lang leve de liefde. Hierin wist hij geen liefde te vinden.

## Discografie
| Single                       | Jaar van verschijnen |
| ---------------------------- | -------------------- |
| 't Is weer kerst             | 2016                 |
| Jouw Ogen                    | 2017                 |
| Canta canta                  | 2017                 |
| Ga je mee                    | 2018                 |
| Ga je mee (Remix)            | 2018                 |
| Mijn hart                    | 2019                 |
| Laat je gaan                 | 2020                 |
| Laat mij maar lekker dromen  | 2021                 |
| Gevaarlijk spel              | 2021                 |
| Jouw Lach Maakt Alles Mooier | 2023                 |
| Alles                        | 2024                 |
| Laat je gaan 2.0             | 2024                 |